# Chevrolet Miray

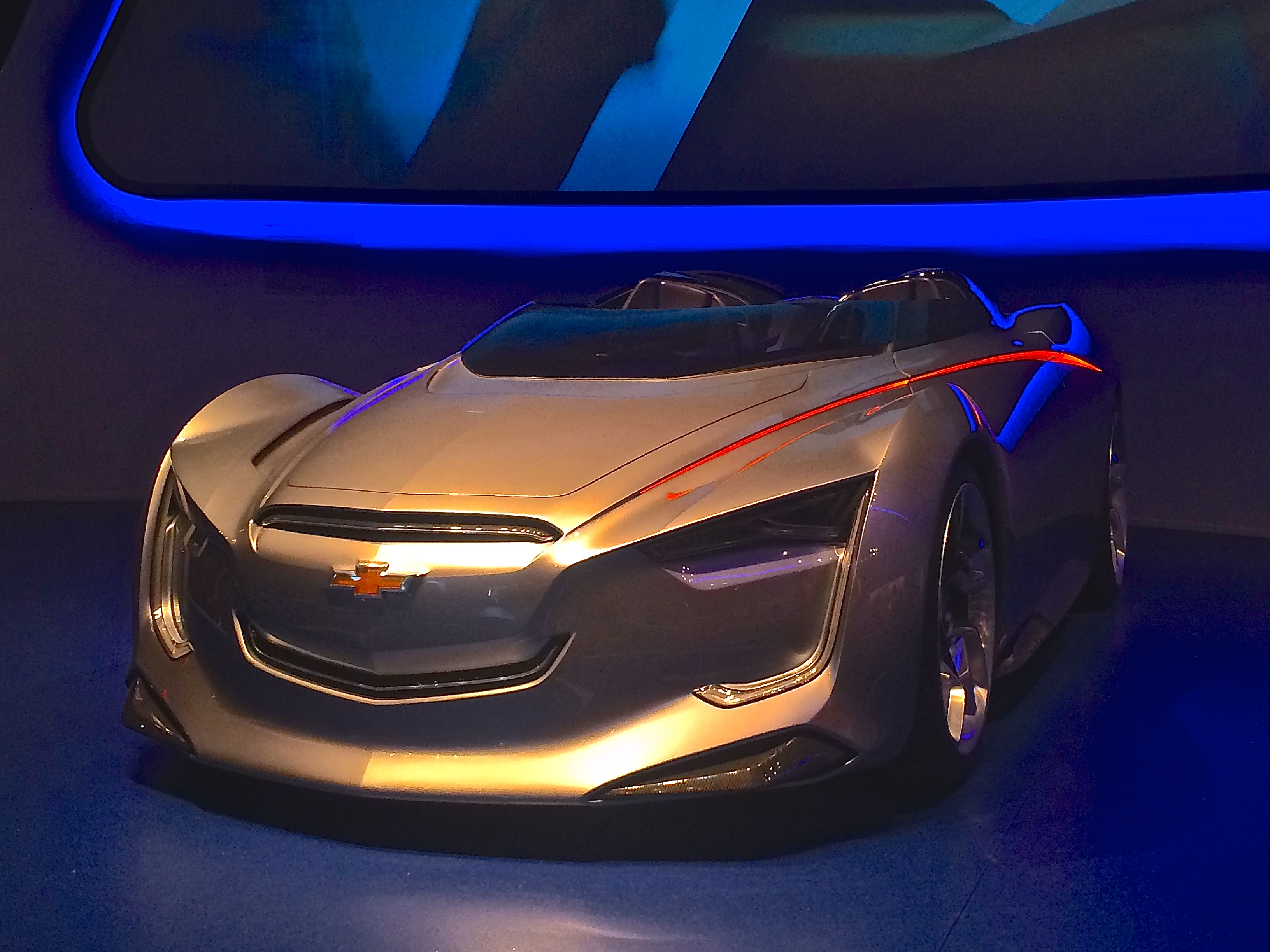
Vue avant de la Chevrolet Miray exposée.

La Chevrolet Miray (coréen pour «futur») était un concept car conçu, étiqueté et construit par Chevrolet. Présentée au salon de Séoul 2011, la voiture présente un concept «mi-électrique».

## Conception

### Extérieur
L'extérieur de la Miray est en fibre de carbone et possède une rainure angulaire sur le côté qui s'allume en dessous. Elle a des phares LED et une calandre à double port. À l'arrière, il y a des volets rétractables qui donnent au véhicule un flux d'air supplémentaire. Le concept comprend des roues composites en fibre de carbone et d'aluminium de 20 pouces à l'avant et de 21 pouces à l'arrière. Les occupants entrent dans le véhicule par des portes ciseaux.

### Intérieur
L'intérieur est composé d'aluminium brossé, de cuir naturel, de tissu blanc et de matériaux en métal liquide. Un tableau de bord projeté montre les performances de la Miray. Le cockpit est inspiré de la Chevrolet Corvette.

## Fonctionnalité
Au lieu des rétroviseurs latéraux traditionnels, des caméras de recul émergent des vitres latérales tandis qu'une caméra frontale montre une vidéo en temps réel qui est superposée à la navigation GPS.